# Oberzech
Oberzech ist ein Gemeindeteil der Gemeinde Regnitzlosau im Landkreis Hof (Oberfranken, Bayern).

## Geografie
Der Weiler liegt vier Kilometer nordöstlich von Regnitzlosau sowie einen halben Kilometer südwestlich des Dreiländerecks zwischen Bayern, Sachsen und Tschechien. Die aus dem Südosten kommende Grenze zur Tschechischen Republik wird bis kurz nach dem Dreiländereck von der Südlichen Regnitz gebildet. Entlang dem Flusslauf besteht seit 2001 das gut 145 Hektar große Naturschutzgebiet Südliche Regnitz und Zinnbach. Oberzech besteht aus drei alleinstehenden Einzelhöfen, die jeweils etwa 100 Meter hintereinander stehen. Der Weiler ist vorrangig über eine Ortsverbindungsstraße erreichbar, die bei Prex von der Kreisstraße HO 4 abzweigt.

## Baudenkmal
Als Baudenkmal steht das im Südwesten des Ortes gelegene Wohnstallhaus mit der Hausnummer 10 unter Denkmalschutz.